# サンアンジェロ・コルツ
サンアンジェロ・コルツ（San Angelo Colts）は、プロ野球独立リーグ、ノース・アメリカン・リーグ（南地区）に所属していた野球チーム。本拠地は、アメリカ合衆国テキサス州サンアンジェロ。

## 歴史
2000年に創設され、同年からテキサス・ルイジアナ・リーグ（2002年にセントラル・ベースボール・リーグに改称）に加盟し、活動を開始する。2002年には、リーグ優勝を果たす。
2006年、ユナイテッドリーグ・ベースボールへ移籍。
2011年からは、ノーザンリーグ、ユナイテッドリーグ・ベースボール、ゴールデンベースボールリーグが合併して誕生したノース・アメリカン・リーグに参入する。
2013年からは、再びユナイテッドリーグ・ベースボールに加盟。
2014年7月に破産を申請し、8月にチームは解散した。

## 所属選手
- 白坂勝史（2002、元中日ドラゴンズ）
- ジャンカルロ・アルバラード（2002、元：横浜DeNAベイスターズ）
- 藤井了（2003、元三重スリーアローズ ）
- ミッチ・ライブリー（2008、元北海道日本ハムファイターズ）
- ジョン・エドワーズ（2011、元阪神タイガース）